# 常秋月
常秋月（1978年—），中国京剧演员，荀派第三代传人，现为北京京剧院的花旦演员，中国戏曲学院研究生。专攻荀派和筱派，著名荀派表演艺术家；孙毓敏之徒。

## 代表剧目
- 《典妻》

常秋月在《典妻》中饰演阿秀，楚楚动人，令人爱怜。《典妻》改编自柔石的名著《为奴隶的母亲》。由罗怀臻编剧，曹其敬导演，讲述的是民国初年，浙江一户贫苦人家，丈夫谋生计不得志，因而不断喝酒赌博，小儿春宝久病缠身。无奈之下，丈夫把妻子典给一个50多岁的老秀才，典期3年。一年以后，妻生下老秀才的儿子秋宝，身为母亲的"妻"徘徊在两个儿子与两个男人之间，生活在尴尬之中，身心受尽折磨。

## 常演剧目
《白蛇传》《翠屏山》《孙玉娇》《红娘》《秋江》《玉堂春》《金玉奴》《霍小玉》《绣襦记》《四郎探母》《红综烈马》《小放牛》《杜十娘》《荀灌娘》《痴梦》《乌龙院》《勘玉钏》《红楼二尤》《游龙戏凤》《战宛城》《霸王别姬》《虹霓关》等。
- 《红娘》

书生张君瑞进京应考，路经普救寺。张生偶遇办理佛事的崔夫人和小姐崔莺莺，顿生爱慕。某天，叛将孙飞虎派兵围普救寺，要掳崔莺莺为妻。崔夫人情急之下，答应将莺莺配给退兵之人。张君瑞请来好友白马将军，退了贼兵。解围后崔夫人却执意悔婚。莺莺的待女红娘打抱不平，为他们安排相会。夫人闻知此事，对红娘严加拷问。口灵舌巧的红娘，把治家不严之罪加在夫人身上。夫人无奈，答应把莺莺许配给张生。
- 《金玉奴》

临安丐头金松的女儿玉奴，在雪天救了书生莫稽。金松回来后，询问了莫稽的身世，将玉奴嫁给他。莫稽如期入京应试，父女讨饭以助莫稽膏火；后来莫稽中试，被授予德化县令，带着玉奴乘舟赴任，莫稽忽念玉奴出身卑微，骗她出舱，推到江里。玉奴落水，被巡按林润所救，认为义女，又回去寻找金松。到任后莫稽来拜，林假装称有女，招之入赘，莫稽高兴的答应了。洞房中玉奴欲伏仆婢，持棒对莫痛殴，面数其罪，玉奴最终也没能原谅莫稽。